# Ana Paula Ferreira
Ana Paula Lopes Ferreira, detta Fofinha (Porto Alegre, 17 giugno 1980), è un'ex pallavolista brasiliana, nel ruolo di schiacciatrice.

## Carriera
La carriera di Ana Paula Ferreira inizia nel 1997, anno in cui vince il Campionato mondiale under 18 e inizia la carriera da professionista con l'Associação Desportiva Classista BCN di Osasco. Nel 1998 vince il Campionato sudamericano under 20, venendo anche premiata come miglior giocatrice, e un anno dopo arriva seconda al Campionato mondiale under 20. Col suo club, invece, vince due edizioni della Salonpas Cup, due edizioni del campionato Paulista e un campionato brasiliano.
Nel 2003 passa all'Automóvel Clube Fluminense, con cui vince un campionato Carioca. Dal 2005 gioca nel Clube Desportivo Macaé Sports; nel 2006 viene eletta miglior giocatrice della Salonpas Cup, destando l'attenzione delle Hisamitsu Springs, club rivale nella competizione, che la ingaggia a stagione iniziata nel mese di dicembre e con cui si aggiudica il campionato giapponese.
Dopo una parentesi all'Esporte Clube Pinheiros per la sola Coppa San Paolo, nella stagione 2007-08 va in Italia allo Jogging Volley Altamura, con cui centra la salvezza; nelle due stagioni successive torna a giocare in Giappone con le NEC Red Rockets, chiudendo il campionato rispettivamente con un terzo e quinto posto; tra le due stagioni, nell'estate del 2009, gioca nell'Osasco Voleibol Clube solo per il Campionato Paulista. Nella stagione 2010-11 viene ingaggiata dalla Ženskij volejbol'nyj klub Dinamo Krasnodar con cui disputa la finale di Coppa di Russia, la finale di Coppa CEV e si classifica al terzo posto in campionato. La stagione successiva è nuovamente alle Hisamitsu Springs.
Nella stagione 2012-13 viene ingaggiata dallo Ženskij volejbol'nyj klub Fakel, club nel quale milita per due stagioni, prima di essere ingaggiata nel campionato 2014-15 nella Voleybol 1. Ligi turca dal Sarıyer; nel gennaio 2015 lascia il club per accasarsi nella Divizia A1 rumena per la seconda parte di stagione, vestendo la maglia del Clubul Sportiv Știința Bacău.
Nella stagione 2015-16 si accasa al Pinheiros, nella Superliga Série A brasiliana.

## Palmarès

### Club
- Campionato brasiliano: 1

2002-03
- Campionato Paulista: 2

2001, 2002
- Campionato Carioca: 1

2003
- Campionato giapponese: 1

2006-07
- Coppa San Paolo: 1

2007
- Salonpas Cup: 2

2001, 2002

### Nazionale (competizioni minori)
- Campionato mondiale under 18 1997
- Campionato sudamericano under 20 1998
- Campionato mondiale under20 1999

### Premi individuali
- 1998 – Campionato sudamericano under 20: MVP
- 2006 – Salonpas Cup: MVP